# Taymir Burnet
Taymir Burnet, född 1 oktober 1992 i Willemstad i Curaçao, är en nederländsk friidrottare som tävlar i kortdistanslöpning.

## Karriär

### Tidig karriär
Taymir Burnet kommer från det nederländska utomeuropeiska territoriet Curaçao och började med friidrott vid 17 års ålder. 2012 tävlade han för första gången vid nederländska mästerskapen i Amsterdam, men tog sig inte vidare från försöksheatet på 200 meter. 2013 förbättrade Burnet sitt personbästa på både 100 och 200 meter och likadant gjorde han under följande år.

### 2017–2018
Därefter tävlade inte Burnet igen förrän 2017. I juli samma år tog han silver på 100 meter vid nederländska mästerskapen i Utrecht på tiden 10,48 sekunder. Senare under samma månad förbättrade Burnet sina personbästa på 100 och 200 meter till 10,38 sekunder respektive 21,10 sekunder vid tävlingar i tyska Mannheim och Rhede. Följande månad var han en del av Nederländernas stafettlag på 4×100 meter vid VM i London. Stafettlaget bestod av Giovanni Codrington, Hensley Paulina, Liemarvin Bonevacia samt Burnet och de slutade på sjätte plats i sitt försöksheat (totalt 11:e plats), vilket inte var tillräckligt för en plats i finalen.
Under 2018 förbättrade Burnet sitt personbästa på 100 meter till 10,19 sekunder och minskade sin tid med nästan två tiondelar jämfört med föregående år. Han hade dessutom fram till 2018 inte sprungit en enda 200-meterstävling på under 21 sekunder, men gjorde det flera gånger under året och satte i juli vid en tävling i schweiziska La Chaux-de-Fonds ett nytt personbästa på 20,52 sekunder. Månaden därpå tävlade Burnet i samma distans vid EM i Berlin, där han blev utslagen i semifinalen efter att ha slutat på sjätte plats i sitt heat (totalt 21:a plats). Några dagar senare var Burnet en del av Nederländernas stafettlag tillsammans med Chris Garia, Churandy Martina och Hensley Paulina som tog brons på 4×100 meter med ett nationsrekord på tiden 38,03 sekunder.

### 2019–2020
I juni 2019 förbättrade Burnet på nytt sina personbästa i både 100 och 200 meter vid en tävling i schweiziska La Chaux-de-Fonds och klarade samtidigt kvalgränsen på 200 meter till VM i Doha. I september vid VM i Doha tävlade han i tre grenar. På 100 meter tog Burnet sig till semifinal där han slutade på sjätte plats i sitt heat på tiden 10,18 sekunder (totalt 17:e plats), vilket inte var tillräckligt för en finalplats. På 200 meter tog han sig även till semifinal och satte ett nytt personbästa på 20,34 sekunder, men slutade på fjärde plats i sitt heat (totalt 12:e plats) och lyckades inte kvalificera sig för finalen. Slutligen var Burnet en del av Nederländernas stafettlag som blev diskvalificerade i finalen på 4×100 meter efter en felaktig växling mellan honom och Hensley Paulina.
I augusti 2020 vid nederländska mästerskapen i Utrecht tog Burnet guld på 200 meter efter ett lopp på 20,35 sekunder.

### 2021–2022
I juni 2021 vid nederländska mästerskapen i Breda tog Burnet silver på 200 meter efter ett lopp på 20,82 sekunder och besegrades endast av Churandy Martina. Följande månad blev han uttagen i Nederländernas trupp till OS i Tokyo för att tävla i både 200 meter och 4×100 meter stafett. På 200 meter gjorde Burnet ett säsongsbästa i försöksheatet med 20,60 sekunder och tog sig vidare till semifinal, där han dock blev utslagen efter att ha slutat sist i sitt semifinalheat med en tid på 20,90 sekunder. I stafetten 4×100 meter slutförde inte Nederländernas lag sitt lopp efter att Churandy Martina lämnat området för växling innan han fått stafettpinnen.
I mars 2022 vid inomhus-VM i Belgrad var Burnet en del av Nederländernas stafettlag tillsammans med Nick Smidt, Terrence Agard och Tony van Diepen som tog brons på 4×400 meter. I juni 2022 tog han silver på 200 meter vid nederländska mästerskapen i Apeldoorn. Följande månad var han en del av Nederländernas stafettlag på 4×100 meter som blev utslagna i försöksheatet. I augusti 2022 vid EM i München tog Burnet sig till semifinal på 200 meter samt var en del av Nederländernas stafettlag som slutade på fjärde plats på 4×100 meter.

### 2023
I juli 2023 vid nederländska mästerskapen i Breda tog Burnet guld på 200 meter och silver på 100 meter. Följande månad tävlade han vid VM i Budapest och noterade i försöksheatet på 200 meter ett nytt personbästa på 20,31 sekunder. Burnet gick sedan inte vidare från semifinalen som han sprang på 20,65 sekunder. Burnet var även en del av stafettlaget på 4×100 meter som inte lyckades fullfölja sitt lopp.

## Tävlingar

### Internationella
| År                         | Tävling                    | Plats                      | Placering                  | Gren                       | Tid                        |
| Tävlande för Nederländerna | Tävlande för Nederländerna | Tävlande för Nederländerna | Tävlande för Nederländerna | Tävlande för Nederländerna | Tävlande för Nederländerna |
| -------------------------- | -------------------------- | -------------------------- | -------------------------- | -------------------------- | -------------------------- |
| 2017                       | Världsmästerskapen         | London                     | 11:e (h)                   | 4×100 m stafett            | 38,66 s                    |
| 2018                       | Europamästerskapen         | Berlin                     | 21:a (sf)                  | 200 meter                  | 20,84 s                    |
| 2018                       | Europamästerskapen         | Berlin                     | 3:e                        | 4×100 m stafett            | 38,03 s                    |
| 2019                       | Världsmästerskapen         | Doha                       | 17:e (sf)                  | 100 meter                  | 10,18 s                    |
| 2019                       | Världsmästerskapen         | Doha                       | 12:e (sf)                  | 200 meter                  | 20,34 s                    |
| 2019                       | Världsmästerskapen         | Doha                       | –                          | 4×100 m stafett            | 0DSQ0                      |
| 2021                       | Olympiska sommarspelen     | Tokyo                      | 22:a (sf)                  | 200 meter                  | 20,90 s                    |
| 2021                       | Olympiska sommarspelen     | Tokyo                      | –                          | 4×100 m stafett            | 0DNF0                      |
| 2022                       | Inomhusvärldsmästerskapen  | Belgrad                    | 3:e                        | 4×400 m stafett            | 3.06,90                    |
| 2022                       | Världsmästerskapen         | Eugene                     | 13:e (h)                   | 4×100 m stafett            | 39,07                      |
| 2022                       | Europamästerskapen         | München                    | 10:e (sf)                  | 200 meter                  | 20,44                      |
| 2022                       | Europamästerskapen         | München                    | 4:e                        | 4×100 m stafett            | 38,25                      |
| 2023                       | Världsmästerskapen         | Budapest                   | 19:e (sf)                  | 200 meter                  | 20,65                      |
| 2023                       | Världsmästerskapen         | Budapest                   | –                          | 4×100 m stafett            | 0DNF0                      |
| 2024                       | Inomhusvärldsmästerskapen  | Glasgow                    | 3:e (h)                    | 4×400 m stafett            | 3.06,47                    |
| 2024                       | Europamästerskapen         | Rom                        | 2:a                        | 4×100 m stafett            | 38,46                      |
| 2024                       | Europamästerskapen         | Rom                        | 16:e (sf)                  | 100 meter                  | 10,33                      |
| 2024                       | Europamästerskapen         | Rom                        | 23:e (sf)                  | 200 meter                  | 21,02                      |

### Nationella
- Nederländska friidrottsmästerskapen (utomhus):
  - 2017:  Silver – 100 meter (10,48 sekunder, Utrecht)[3]
  - 2019:  Brons – 200 meter (21,08 sekunder, Haag)[3]
  - 2020:  Guld – 200 meter (20,35 sekunder, Utrecht)[3]
  - 2021:  Silver – 200 meter (20,82 sekunder, Breda)[3]
  - 2022:  Silver – 200 meter (21,03 sekunder, Apeldoorn)[3]
  - 2023:  Guld – 200 meter (20,92 sekunder, Breda)[3]
  - 2023:  Silver – 100 meter (10,18 sekunder, Breda)[3]

## Personliga rekord
| Utomhus - 100 meter – 10,09 s (Potchefstroom, 14 februari 2024) - 200 meter – 20,30 s (Potchefstroom, 14 februari 2024) - 400 meter – 47,60 s (Hengelo, 6 juni 2022) | Inomhus - 60 meter – 6,62 s (Apeldoorn, 29 januari 2022) - 200 meter – 20,92 s (Ostrava, 3 februari 2022) - 400 meter – 46,51 s (Apeldoorn, 26 februari 2022) |